# Echinopsis crassicaulis
Echinopsis crassicaulis là một loài thực vật có hoa trong họ Cactaceae. Loài này được (R.Kiesling) H.Friedrich & Glaetzle mô tả khoa học đầu tiên năm 1983.

## Hình ảnh

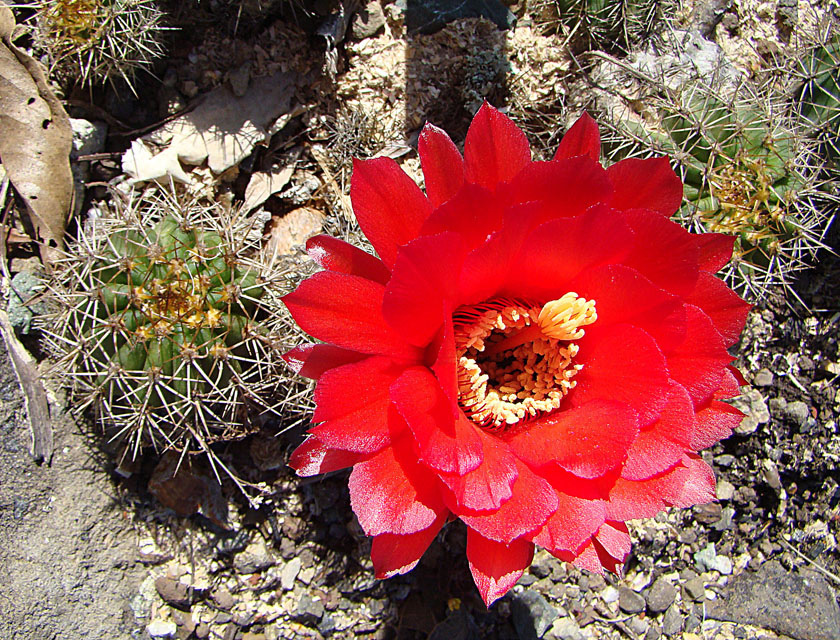